# خاژکووه
.jpgبرنگاشتی

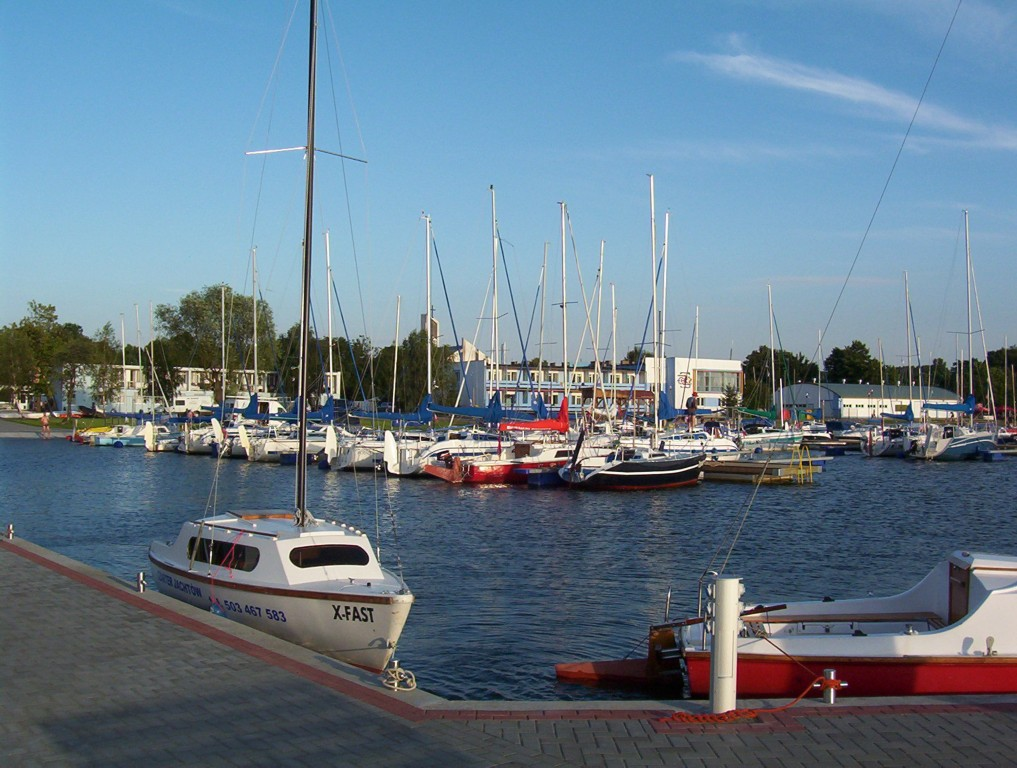
Charzykowy, Yacht harbour

خاژکووه (به لهستانی:  Charzykowy) یک روستا در لهستان است که در گمینا خوینگتسه واقع شده‌است. خاژکووه ۱٬۴۹۲ نفر جمعیت دارد.